# Kamal Abdoulla
Pour les articles homonymes, voir Abdullayev.
Kamal Abdoulla, ou Kamal Mehdi oğlu Abdullayev, né le 4 décembre 1950 à Bakou, est un écrivain, linguiste et critique littéraire azerbaïdjanais.

## Biographie
Les parents de Kamal Abdoulla étaient des universitaires.
De 1968 à 1973, il est étudiant à la faculté de philosophie de l'Université d'État de Bakou. De 1973 à 1976, il est doctorant au département des langues turques à l'institut de linguistique de l'Académie des sciences de Russie.
Il soutient une thèse de doctorat en linguistique des langues turques en 1977 sur le Parallélisme syntaxique à l'exemple de la langue de l'histoire épique Livre de Dede Korkut.
En 1986, il travaille sur la Transformation d'une phrase complexe en une phrase simple dans la langue azérie moderne puis, en 2003, sur la Sémantique structurelle d'une phrase complexe dans la langue azérie moderne.
Il est nommé en 2000 recteur de l'université de Bakou par le président Heydar Aliyev. 
Il  préside le fonds de la culture de l'Azerbaïdjan.

## Travail scientifique
Kamal Abdoulla a effectué des recherches sur la littérature épique des anciens peuples turcs.
Le travail scientifique de Kamal Abdoulla concerne aussi l'évolution des méthodes de traduction par ordinateur de l'azéri au  turc.

## Œuvres

### Œuvres scientifiques
Comme auteur :
- Problems of Syntax of the Simple Sentence in the Azerbaijani Language, Bakou, Elm, 1983.
- Theoretical Problems of the Syntax of the Azerbaijani Language, Bakou, Maarif, 1999.
- The Russian Language in Azerbaijan (avec Ilyas Hamidov), Bakou, 2005.
- The Journey into Linguistics or Linguistics for Non-Linguists, Bakou, 2010.

Comme codirecteur
- (de) Das Nibelungenlied und Das Buch des Dede Korkut. Sprachwissenschaftliche Aspekte Beiträge zum ersten interkulturellen Symposium in Baku, Aserbaidschan, 2011, vol. 28, Wiesbaden, Reichert, coll. « Imagines medii aevi », 1986, 182 p. (ISBN 978-3-89500-811-5)[9].

### Œuvres littéraires
- Kamal Abdoulla, Yarımçıq älyazma, 2009[6] :
  - (fr) Kamal Abdoulla, Yarımçıq älyazma [« Le Manuscrit inachevé »], Paris/Budapest/Kinshasa etc., L' Harmattan, 2012, 305 p. (ISBN 978-2-7475-9626-8 et 2-7475-9626-5, lire en ligne)[10].
  - (en) Kamal Abdoulla (trad. Anne Thompson), Yarımçıq älyazma [« The Incomplete Manuscript »], 2013, 210 p. (ISBN 978-1-62212-442-8, lire en ligne)[11],[12].
  - (de) Kamal Abdoulla (trad. Aygün Mehbaliyeva), Yarımçıq älyazma [« Das unvollständige Manuskript »], Berlin, Goldegg Verlag, 2013 (ISBN 978-3-902903-35-8)[13],[14].
  - (pt) Kamal Abdoulla (trad. Humberto Luiz Lima de Oliveira), Yarımçıq älyazma [« O manuscrito inacabado »], Torre, Ideia Editora, 2009[15].
  - (pl) Kamal Abdoulla (trad. Stanislaw Ulaszek), Yarımçıq älyazma [« Zagadkowy rekopis »], Varsovie, Oprawa twarda, 2009 (ISBN 978-83-8019-170-9).
  - (tr) Kamal Abdoulla, Yarımçıq älyazma [« Eksik el yazması »], Ötüken Neşriyat, 2009, 291 p. (ISBN 978-975-437-578-7)[16].
- (az) Kamal Abdoulla, Sehrbazlar dərəsi, 2006[17] :
  - (fr) Kamal Abdulla (trad. de l'azéri par Daniel Rottenberg), Sehrbazlar dərəsi [« La Vallée des Magiciens »], Paris, L' Harmattan, 2014, 193 p. (ISBN 978-2-343-04353-1)[18].
  - (en) Kamal Abdulla (trad. Anne Thompson), Sehrbazlar dərəsi [« Valley of the Sorcerers »], Strategic Book Publishing & Rights Agency, 2014, 168 p. (ISBN 978-1-63135-343-7, lire en ligne).
- Kamal Abdoulla (dir.), Parlons Azerbaïdjanais, Langue et culture, L' Harmattan, 2008 (ISBN 978-2-296-17257-9)[19] :
  - Kamal Abdoulla, Parlons Azerbaïdjanais, Langue et culture [« Sa vorbim azerbaidjana: limba si cultura »], Ideea Europeana, 2010 (ISBN 978-606-594-037-6).
- (az) Kamal Abdoulla, Gizli Dədə Qorqud, Baku, ildə Yazıçı, 1991[20],[21].
- (ru) Kamal Abdoulla, Шпион, Bakou, Mütərcim,‎ 2004.

## Distinctions honorifiques
- 2007 : Médaille Pouchkine[22].
- 2015 : Prix Scanno[23],[24].